# Matheus Meier
Matheus Meier (ur. 1903, zm. ?) – kapo w obozie koncentracyjnym Mauthausen-Gusen i zbrodniarz wojenny.
Z zawodu mleczarz. Jako więzień funkcyjny piastował stanowisko naczelnego kapo w Welz, podobozie KL Mauthausen. Znęcał się nad więźniami żydowskimi, katując ich różnymi narzędziami. W 1947 w procesie załogi Mauthausen-Gusen (US vs. Hans Joachim Geiger i inni) przed amerykańskim Trybunałem Wojskowym w Dachau Meier skazany został na karę 20 lat pozbawienia wolności.